# Mistrovství Německa ve sportovním lezení
Mistrovství Německa ve sportovním lezení jsou mistrovství Německa, které pořádá Německý alpský spolek (DAV) ve třech disciplínách, v lezení na obtížnost, rychlost a v boulderingu.
(německy):
- Deutsche Meisterschaft
- Deutsche Meisterschaft (Sportklettern)
- Deutsche Meisterschaft Lead
- Deutsche Meisterschaft Speed
- Deutsche Meisterschaft Bouldern
- Deutsche Bouldermeisterschaft

## Obtížnost
|          | Rok  | Místo                      | Muži                 | Muži                        | Muži                             | Muži     | Ženy              | Ženy             | Ženy              | Ženy    |
| 1. místo | Rok  | Místo                      | 2. místo             | 3. místo                    |                                  | 1. místo | 2. místo          | 3. místo         |                   |         |
| -------- | ---- | -------------------------- | -------------------- | --------------------------- | -------------------------------- | -------- | ----------------- | ---------------- | ----------------- | ------- |
| I.       | 1991 | Kolín?                     | Guido Köstermeyer    | Klaus Büchele Jakob Drömmer | —                                | 36       | Andrea Eisenhut   | Marietta Uhden   | Angela Striecks   | 29      |
| II.      | 1992 | pohár                      |                      |                             |                                  |          |                   |                  |                   |         |
| III.     | 1993 | pohár                      |                      |                             |                                  |          |                   |                  |                   |         |
| IV.      | 1994 | pohár                      |                      |                             |                                  |          |                   |                  |                   |         |
| V.       | 1995 | Manheim superfinále poháru | Andreas Bindhammer   | Markus Bock                 | —                                | 2        | Marietta Uhden    | Angela Striecks  | —                 | 2       |
| VI.      | 1996 | pohár                      |                      |                             |                                  |          |                   |                  |                   |         |
| VII.     | 1997 | pohár                      |                      |                             |                                  |          |                   |                  |                   |         |
| VIII.    | 1998 | pohár                      |                      |                             |                                  |          |                   |                  |                   |         |
| IX.      | 1999 | pohár                      |                      |                             |                                  |          |                   |                  |                   |         |
| X.       | 2000 | pohár                      |                      |                             |                                  |          |                   |                  |                   |         |
| XI.      | 2001 | Erlangen                   | Christian Bindhammer | Timo Preußler               | Karsten Borowka                  | 15       | Marietta Uhden    | Damaris Knorr    | Eva Nieselt       | 8       |
| XII.     | 2002 | Erlangen                   | Christian Bindhammer | Markus Hoppe                | Timo Preußler                    | 15       | Marietta Uhden    | Katrin Sedlmayer | Damaris Knorr     | 8       |
| XIII.    | 2003 | Scheidegg                  | Christian Bindhammer | Timo Preußler               | Andreas Bindhammer               | 15       | Damaris Knorr     | Sarah Seeger     | Julia Winter      | 8       |
| XIV.     | 2004 | Duisburg                   | Daniel Jung          | Robert Heinrich             | Andre Borowka                    | 15       | Marietta Uhden    | Nadine Ruh       | Damaris Knorr     | 8       |
| XV.      | 2005 | Forchheim                  | Timo Preußler        | Markus Jung                 | Andreas Bindhammer Andre Borowka | 12       | Lisa Knoche       | Irina Mittelman  | Julia Winter      | 7       |
| XVI.     | 2006 | Wuppertal                  | Andreas Bindhammer   | Felix Neumärker             | Christian Bindhammer             | 12       | Juliane Wurmová   | Julia Winter     | Lisa Knoche       | 8       |
| XVII.    | 2007 | Frankenthal                | Christian Bindhammer | Stefan Danker               | Markus Hoppe                     | 8/12     | Juliane Wurmová   | Ines Dull        | Sonja Schade      | 6/8     |
| XVIII.   | 2008 | Heilbronn                  | Jan Hojer            | Felix Neumärker             | Benjamin Sillmann                | 10/12    | Juliane Wurmová   | Luisa Neumärker  | Ines Dull         | 8       |
| XIX.     | 2009 | Darmstadt                  | Markus Hoppe         | Thomas Tauporn              | Jan Hojer                        | 8/11     | Juliane Wurmová   | Ines Dull        | Luisa Neumärker   | 5/8     |
| XX.      | 2010 | Lipsko                     | Markus Hoppe         | Thomas Tauporn              | Alexander Megos                  | 13       | Juliane Wurmová   | Ines Dull        | Luisa Neumärker   | 8       |
| XXI.     | 2011 | Wuppertal                  | Sebastian Halenke    | Thomas Tauporn              | Markus Jung                      | 9/12     | Julia Winter      | Luisa Deubzer    | Lina Himpel       | 6/8     |
| XXII.    | 2012 | pohár                      |                      |                             |                                  |          |                   |                  |                   |         |
| XXIII.   | 2013 | pohár                      |                      |                             |                                  |          |                   |                  |                   |         |
| XXIV.    | 2014 | pohár                      |                      |                             |                                  |          |                   |                  |                   |         |
| XXV.     | 2015 | pohár                      |                      |                             |                                  |          |                   |                  |                   |         |
| XXVI.    | 2016 | pohár                      |                      |                             |                                  |          |                   |                  |                   |         |
| XXVII.   | 2017 | Hilden                     | Jan Hojer            | Christoph Hanke             | Lars Hoffmann                    | 8/26/33  | Hannah Meul       | Johanna Holfeld  | Alma Bestvaterová | 8/26/27 |
| XXVIII.  | 2018 | Darmstadt                  | David Firnenburg     | Philipp Martin              | Martin Tekles                    | 8/26/33  | Frederike Fellová | Solveig Korherr  | Käthe Atkins      | 8/26/30 |
| XXIX.    | 2019 | Hilden                     |                      |                             |                                  |          |                   |                  |                   |         |

## Rychlost
|          | Rok  | Místo                        | Muži                                    | Muži                | Muži               | Muži      | Ženy                                     | Ženy              | Ženy            | Ženy      |
| 1. místo | Rok  | Místo                        | 2. místo                                | 3. místo            |                    | 1. místo  | 2. místo                                 | 3. místo          |                 |           |
| -------- | ---- | ---------------------------- | --------------------------------------- | ------------------- | ------------------ | --------- | ---------------------------------------- | ----------------- | --------------- | --------- |
|          | 2003 | Kolín nad Rýnem              | Johannes Lau                            | Timo Preußler       | Peter Würth        | 22        | Nadine Ruh                               | Sarah Seeger      | Katrin Brady    | 6         |
|          | 2004 | Duisburg                     | Sebastian Hartung                       | Christian Benk      | Aric Merz          | 10        | Lisa Knoche                              | Julia Winter      | Nadine Ruh      | 5         |
|          | 2005 | Lipsko                       | Jonas Baumann                           | Johannes Lau        | Stefan Danker      | 13        | Lisa Knoche                              | Mira Wizemann     | Katrin Brady    | 6         |
|          |      | pohár                        |                                         |                     |                    |           |                                          |                   |                 |           |
|          | 2014 | otevřené mistrovství Mnichov | Jevgenij Vajcechovskij 4. Joshua Bosler | Karol Denis         | Yoann Le Couster   | 4/8/16/27 | Aleksandra Rudzińska 8. Sophie Rauberger | Patrycja Chudziak | Alexandra Elmer | 4/8/16    |
|          | 2015 | Curych                       |                                         |                     |                    |           | Hanne Schächtele                         |                   |                 |           |
|          | 2016 | Berchtesgaden                | Fabian Bosler                           | Vincent von Bothmer | Joshua Bosler      | 4/8/9     | Romy Fuchs                               | Annika Steigert   | Andrea Fichtner | 4/7       |
|          | 2017 | Saarlouis                    | Fabian Bosler                           | Joshua Bosler       | David Firnenburg   | 4/8/16/25 | Florence Grünewald                       | Lucia Dörffel     | Hannah Meul     | 4/8/15    |
|          | 2018 | Hilden                       | Yannick Flohé                           | Jan Hojer           | Alexander Averdunk | 4/8/16/19 | Frederike Fellová                        | Jiline Grote      | Leonie Lochner  | 4/8/14    |
|          | 2019 | Duisburg                     | Jan Hojer                               | Sebastian Lucke     | Yannick Flohé      | 4/8/16/19 | Franziska Rittner                        | Sandra Hopfensitz | Julia Koch      | 4/8/16/26 |

## Bouldering
|          | Rok  | Místo                              | Muži             | Muži               | Muži                | Muži     | Ženy              | Ženy              | Ženy             | Ženy    |
| 1. místo | Rok  | Místo                              | 2. místo         | 3. místo           |                     | 1. místo | 2. místo          | 3. místo          |                  |         |
| -------- | ---- | ---------------------------------- | ---------------- | ------------------ | ------------------- | -------- | ----------------- | ----------------- | ---------------- | ------- |
|          | 1999 | Kolín nad Rýnem Immenstadt Mnichov | Jürgen Gottfried | Karsten Borowka    | Benedikt Haager     | 51       | Nicola Haager     | Tanja Bauer       | Katrin Brady     | 17      |
|          | 2006 |                                    |                  |                    |                     |          | Juliane Wurmová   |                   |                  |         |
|          | 2007 |                                    |                  |                    |                     |          | Juliane Wurmová   |                   |                  |         |
|          | 2008 |                                    |                  |                    |                     |          |                   |                   |                  |         |
|          | 2009 |                                    |                  |                    |                     |          | Juliane Wurmová   |                   |                  |         |
|          | 2010 |                                    |                  |                    |                     |          | Juliane Wurmová   |                   |                  |         |
|          | 2011 |                                    | Jan Hojer        |                    |                     |          | Juliane Wurmová   |                   |                  |         |
|          | 2014 | Friedrichshafen                    | Jan Hojer        | Thomas Tauporn     | Mathias Conrad      | 6/19/53  | Juliane Wurmová   | Julia Winter      | Friederike Petri | 5/13/26 |
|          | 2015 |                                    |                  |                    |                     |          | Juliane Wurmová   |                   |                  |         |
|          | 2016 |                                    | Jan Hojer        |                    |                     |          |                   |                   |                  |         |
|          | 2017 | Berlín                             | David Firnenburg | Jan Hojer          | Max Prinz           | 6/20/33  | Monika Retschy    | Frederike Fellová | Afra Hönig       | 6/20/29 |
|          | 2018 | Friedrichshafen                    | Yannick Flohé    | Alexander Averdunk | Christoph Schweiger | 6/20/39  | Alma Bestvaterová | Johanna Holfeld   | Lilli Kiesgen    | 6/20/36 |
|          | 2019 | Dortmund                           | Max Prinz        | Philipp Martin     | Yannick Flohé       | 6/20/33  | Lucia Dörffel     | Afra Hönig        | Hannah Pongratz  | 6/19/31 |

## Olympijská kombinace
|          | Rok  | Místo    | Muži      | Muži          | Muži             | Muži     | Ženy              | Ženy            | Ženy           | Ženy |
| 1. místo | Rok  | Místo    | 2. místo  | 3. místo      |                  | 1. místo | 2. místo          | 3. místo        |                |      |
| -------- | ---- | -------- | --------- | ------------- | ---------------- | -------- | ----------------- | --------------- | -------------- | ---- |
|          | 2018 | Augsburg | Jan Hojer | Yannick Flohé | David Firnenburg | 6/35     | Frederike Fellová | Johanna Holfeld | Roxana Wienand | 6/23 |
|          | 2019 | Augsburg |           |               |                  |          |                   |                 |                |      |